# Brand in het station van Genève-Cornavin
De brand in het station van Genève-Cornavin vond plaats in de Zwitserse stad Genève in de nacht van 
11 op 12 februari 1909.

## Verloop van de ramp

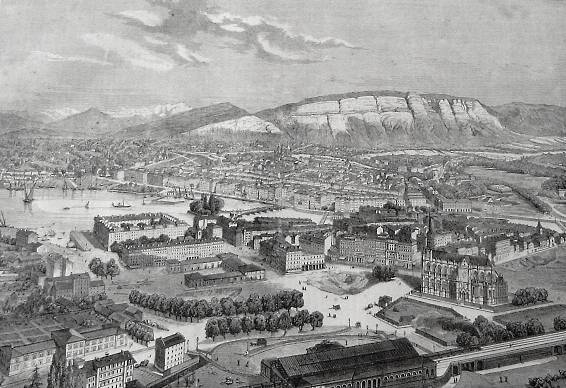
Zicht op de stad Genève in 1860 met het station Cornavin op de voorgrond.

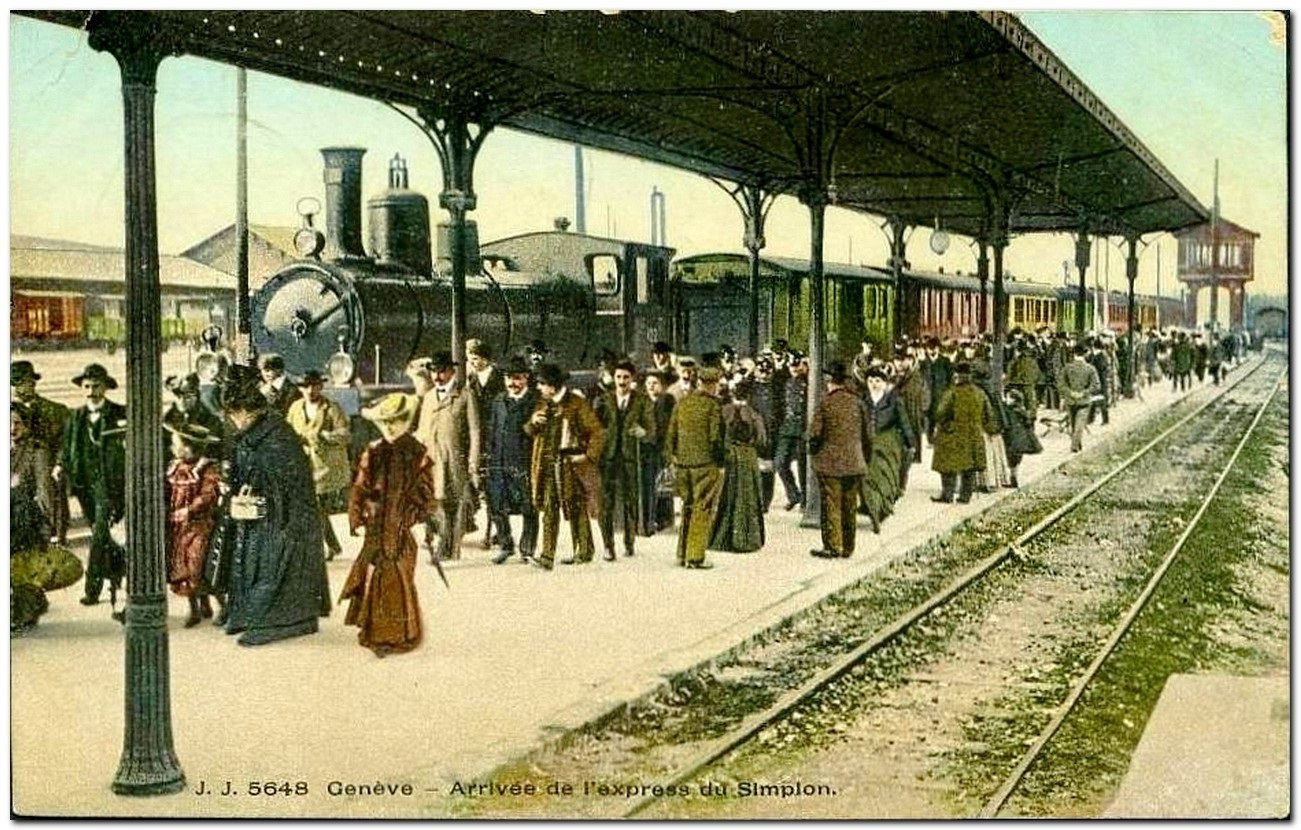
Reizigers arriveren in het station Cornavin in 1906, enkele jaren voor de brand.

Het stationsgebouw van Genève dateerde van 1858 en was sindsdien verschillende malen uitgebreid. In de nacht van 11 op 12 februari 1909, 3:15 uur 's nachts, ontstond er brand in de bagageruimtes van het station door toedoen van een oververhitte kachel.
Op de dag van de brand berichtte de Zwitserse krant La Liberté dat hoewel stationsmedewerkers op gevaar van eigen leven de bagage nog konden redden, het vuur zich snel naar andere delen van het stationsgebouw wist te verspreiden. De ticketbalies, de burelen van de stationschef en de goederenruimtes gingen eveneens in vlammen op. Rond 4:00 uur stortte het dak in. De kluizen en de archieven van het station konden echter worden gered. Het uitvallen van de elektrische verlichting bemoeilijkte de bluswerken. 's Ochtends kon de treinverkeer richting het Zwitserse binnenland hernemen, maar vanwege de schade konden de treinen het overdekte station nog niet binnenrijden.

## Gevolgen
Bij de brand vielen geen gewonden. De materiële schade was daarentegen groot: enkel de stenen muren en de overkapping stonden nog recht, het dak van het gebouw was ingestort.
Na de brand werd het uitgebrande stationsgebouw heropgebouwd. Nadat in 1919 de Volkenbond zich echter in Genève vestigde, werd het gebouw volledig afgebroken en vervangen door het huidige stationsgebouw, opgetrokken onder leiding van de Zwitserse architect Julien Flegenheimer.